# Stictoptera
Stictoptera är ett släkte av fjärilar. Stictoptera ingår i familjen nattflyn.

## Dottertaxa tillStictoptera, i alfabetisk ordning[1]
- Stictoptera acutangulata
- Stictoptera aequisecta
- Stictoptera albifascia
- Stictoptera albipuncta
- Stictoptera albivertex
- Stictoptera albosuffusa
- Stictoptera amboinae
- Stictoptera anaemia
- Stictoptera anca
- Stictoptera anisoptera
- Stictoptera antemarginata
- Stictoptera arcuata
- Stictoptera atrifascia
- Stictoptera atrifera
- Stictoptera atriferella
- Stictoptera atriferoides
- Stictoptera atrimaculata
- Stictoptera bakeri
- Stictoptera basilutea
- Stictoptera basiochrea
- Stictoptera basisuffusa
- Stictoptera bifurca
- Stictoptera bisexualis
- Stictoptera brunneata
- Stictoptera burgersi
- Stictoptera camerunica
- Stictoptera cinereipicta
- Stictoptera clara
- Stictoptera columba
- Stictoptera commutata
- Stictoptera confluens
- Stictoptera connecta
- Stictoptera conturbata
- Stictoptera cucullioides
- Stictoptera dala
- Stictoptera describens
- Stictoptera describentis
- Stictoptera diaphana
- Stictoptera discoviridis
- Stictoptera dispar
- Stictoptera ekeikei
- Stictoptera esmeralda
- Stictoptera fasciimargo
- Stictoptera fenestra
- Stictoptera ferrifera
- Stictoptera ferriferana
- Stictoptera ferriferella
- Stictoptera ferriferoides
- Stictoptera ferriferola
- Stictoptera ferromixta
- Stictoptera flavobasalis
- Stictoptera fuscostrigata
- Stictoptera gabri
- Stictoptera genuflexa
- Stictoptera grisea
- Stictoptera griseata
- Stictoptera griseoochracea
- Stictoptera griveaudi
- Stictoptera hampsoni
- Stictoptera hemiphaea
- Stictoptera hepatica
- Stictoptera heterogramma
- Stictoptera humeralis
- Stictoptera indescribens
- Stictoptera kebeae
- Stictoptera laba
- Stictoptera laetifica
- Stictoptera lagosensis
- Stictoptera latimargo
- Stictoptera lineata
- Stictoptera macromma
- Stictoptera manuselensis
- Stictoptera melancholica
- Stictoptera melanistana
- Stictoptera melanistella
- Stictoptera melanistis
- Stictoptera melanistodes
- Stictoptera microthyris
- Stictoptera mimica
- Stictoptera multistriata
- Stictoptera nigribasis
- Stictoptera nigrifascia
- Stictoptera nigrilinea
- Stictoptera nigripuncta
- Stictoptera nigristigma
- Stictoptera nigrocrista
- Stictoptera nigrofascia
- Stictoptera nigrostriga
- Stictoptera nigrotincta
- Stictoptera obalaui
- Stictoptera obliquitaenia
- Stictoptera obscurior
- Stictoptera ochreigrisea
- Stictoptera ochrifascia
- Stictoptera ochrota
- Stictoptera olivascens
- Stictoptera pammeces
- Stictoptera parva
- Stictoptera patagialis
- Stictoptera patagiata
- Stictoptera pectinata
- Stictoptera penicillum
- Stictoptera pernigra
- Stictoptera phryganealis
- Stictoptera phryganoides
- Stictoptera plumbeotincta
- Stictoptera poecilosoma
- Stictoptera poiensis
- Stictoptera poliata
- Stictoptera polysticta
- Stictoptera pseudosubobliqua
- Stictoptera punctapex
- Stictoptera purpurascens
- Stictoptera repleta
- Stictoptera rhabdota
- Stictoptera richardi
- Stictoptera rufobrunnea
- Stictoptera sanctae
- Stictoptera semialba
- Stictoptera semilunaris
- Stictoptera semipartita
- Stictoptera signifera
- Stictoptera signiferella
- Stictoptera signiferoides
- Stictoptera steirialis
- Stictoptera striata
- Stictoptera strigifera
- Stictoptera stygia
- Stictoptera subaurata
- Stictoptera subbasilutea
- Stictoptera subferrifera
- Stictoptera subferriferella
- Stictoptera subobliqua
- Stictoptera subobliquana
- Stictoptera subobliquella
- Stictoptera subobliquodes
- Stictoptera suffusa
- Stictoptera superans
- Stictoptera swinhoei
- Stictoptera tala
- Stictoptera talagi
- Stictoptera terribilis
- Stictoptera timesella
- Stictoptera timesia
- Stictoptera timesiana
- Stictoptera timesioides
- Stictoptera timesoides
- Stictoptera tongloana
- Stictoptera trajiciens
- Stictoptera transversa
- Stictoptera tridentifera
- Stictoptera uniformis
- Stictoptera unipuncta
- Stictoptera variabilis
- Stictoptera variegata
- Stictoptera wetterensis
- Stictoptera whiteheadi
- Stictoptera vitiensis
- Stictoptera vitrea
- Stictoptera xylinata